# Holaxonia
Die Holaxonia waren eine Unterordnung der Octocorallia. Sie zählen zu den gorgonienartigen Korallen. Neueren Forschungen zufolge sind sie lediglich ein informelle Gruppe und haben keine taxonomische Bedeutung mehr.
Ihr flexibles, hornartiges Achsenskelett (Medulla) besteht aus Einzelfasern von Gorgonin, zwischen denen kristallines Calciumcarbonat eingelagert ist. Eine Familie, die Keroeididae, bildet die Kalkeinlagerungen in Form von Skleriten. Das Innere der Medulla ist eine längs verlaufende, hohle Röhre, die in Kammern unterteilt ist. Die Medulla wird vom Coenenchym bedeckt, aus dem die achtstrahligen Polypen wachsen.
Viele Holaxonia leben in Symbiose mit Zooxanthellen, von denen sie einen großen Teil ihrer Nährstoffe beziehen. Sie stellen in den Korallenriffen der Karibik einen großen Teil der Korallenfauna und ersetzen die dort nicht vorkommenden Lederkorallen (Alcyoniidae).
Viele zooxanthellate Holaxonia aus der Karibik, wie Plexaura, Pseudoplexaura, Plexaurella, Pseudopterogorgia, sowie Rumphella und Pinnigorgia aus dem tropischen Indopazifik sind gut im Meerwasseraquarium haltbar.

## Familien
- Acanthogorgiidae Gray, 1859
- Echte Gorgonien (Gorgoniidae) Lamouroux, 1812
- Keroeididae Kinoshita, 1910
- Plexauridae Gray, 1959